# 회사분할
회사분할(會社分割)이란 회사의 영업을 둘 이상으로 분리하여 회사를 신설하거나 다른 회사와 합병하는 것을 말한다.

## 참고 문헌
- 법무법인 광장 김현태, 법적 관점에서 본 회사분할의 실무